# Christus de Verlosser (Rio de Janeiro)

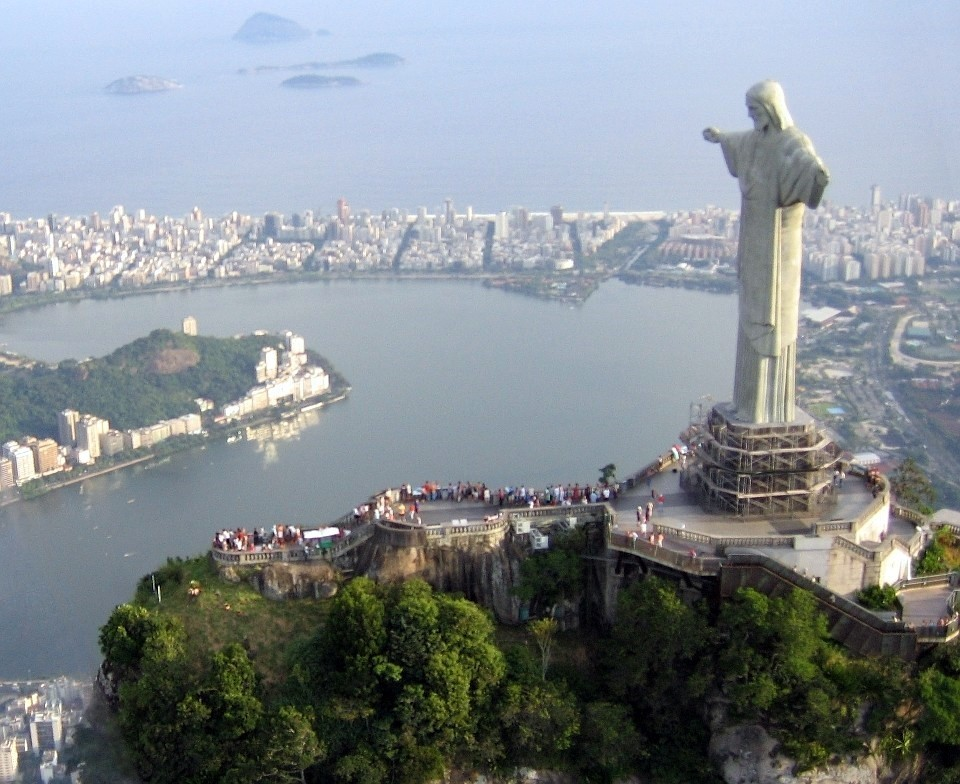
Christus de Verlosser op de Corcovado-berg

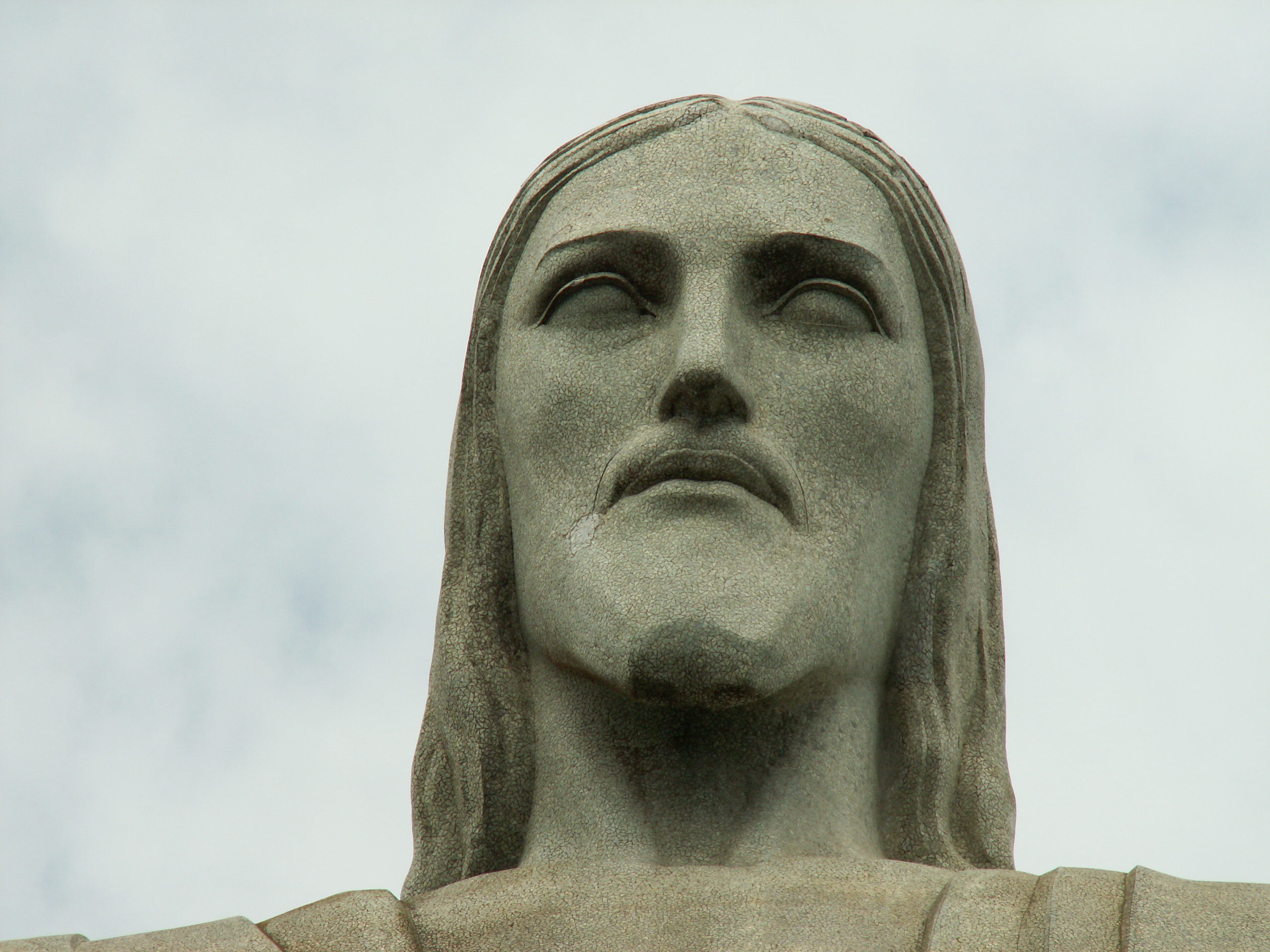
Hoofd van Christus de Verlosser

Christus de Verlosser (Portugees: Cristo Redentor) is een groot standbeeld van Jezus Christus in de wijk Alto da Boa Vista in de stad Rio de Janeiro in Brazilië. Het beeld is 38 meter hoog en staat op de 710 meter hoge berg Corcovado, uitkijkend over de stad Rio de Janeiro. In 2007 werd het Christusbeeld tot een van de New7Wonders of the World gekozen.

## Geschiedenis
Het idee voor het standbeeld dateert van 1850 en kwam van de katholieke priester Pedro Maria Boss. Hij vroeg koningin Isabel om het te financieren, maar zij vond het idee niets. In 1889 werd het project definitief afgeblazen, toen Brazilië een republiek werd en in de wet werd opgenomen dat kerk en staat gescheiden moesten blijven.
In 1921 werd het plan nieuw leven ingeblazen door de kerk van Rio de Janeiro. Ze organiseerde een Semana do Monumento ("Monumentenweek") om geld in te zamelen, zodat het monument alsnog kon worden gerealiseerd.
Op 12 oktober 1931 was het monument klaar en werd het ingewijd met een uitgebreide ceremonie door president Getúlio Vargas. Een van de hoogtepunten moest het inschakelen van het verlichtingssysteem worden. Dit zou door Guglielmo Marconi vanaf zijn jacht gebeuren, maar door het slechte weer moest de verlichting handmatig aangezet worden door arbeiders bij de Corcovado.
Het monument weegt in totaal 1145 ton, het heeft in totaal een hoogte van 38 meter en de spanwijdte tussen de beide armen bedraagt 28 meter. Het beeld werd ontworpen door ingenieur Heitor da Silva Costa en gemaakt in Frankrijk door de Frans-Poolse beeldhouwer Paul Landowski. Het resulterende beeld werd geschonken aan Brazilië en werd in delen van 16 ton verscheept naar Brazilië. Het gezicht van het beeld werd uitgevoerd door de Roemeense beeldhouwer Gheorghe Leonida en de betonconstructies werden ontworpen door de Franse architect Albert Caquot.

### Stormschade
Op 17 januari 2014 raakte een vinger beschadigd door een blikseminslag bij een hevige storm.

## Toegang
Een tandradspoorweg, de Corcovadospoorlijn, klimt via de Floresta da Tijuca tot vlak onder het standbeeld. De tocht duurt 20 minuten. Ook met de auto kan men de berg bestijgen. Nadien dienen nog 222 treden te worden beklommen, die beginnen aan het eindstation van de tandradbaan. Sinds 2004 is het beeld ook bereikbaar met een drietal liften of vier roltrappen.
In verband met aardverschuivingen door hevige regenval op de Corcovado in april 2010 werd voor het eerst sinds 1931 de toegang tot het beeld afgesloten.